# THE 皇家花園飯店ICONIC 東京汐留
THE 皇家花園飯店ICONIC 東京汐留（日语：／、Royal Park Hotel The Shiodome）是日本東京都港區東新橋一丁目的飯店，屬三菱地所集團旗下的連鎖飯店「皇家花園飯店」。

## 特徴
2003年7月1日，皇家花園飯店在東京都港區東新橋（汐留SIO-SITE）的「汐留塔」開幕。客房包括套房在內共有490間，並有4間餐廳與酒吧、健身房、與日本首間「曼達拉SPA」。2013年10月1日更名為「皇家公園汐留塔」。

## 設施
- 特色餐廳「HARMONY」
- 酒吧與飲料廳「THE BAR」
- 精品甜點屋
- 中國料理「XVIN」
- 日本料理-壽司「廚 車屋」
- 餐館「CHAYA 長壽飲食」

## 交通方式
- 鐵路
  - JR新橋站汐留口步行3分（地下通道直通）
  - 東京地下鐵銀座線、都營地下鐵淺草線新橋站步行3分（地下通道直通）
  - 都營地下鐵大江戶線、百合鷗號汐留站步行1分（地下通道直通）
- 巴士
  - 成田機場、羽田機場利木津巴士（東京空港交通）。

## 外部連結
- 皇家花園飯店THE汐留